# Цикламен Кузнецова
Цикламе́н Кузнецо́ва (Cyclamen coum kuznetzovii) — рідкісна багаторічна рослина родини мирсінових. Декоративна культура.

## Етимологія
Родова назва походить від латинського слова — «круговий», «циклічний» (завдяки правильному круговому відгину віночка), видова дана на честь відомого російського ботаніка М. І. Кузнецова.

## Ботанічний опис
Рослина з округлою сплюснутою бульбою. Листки — прикореневі, широкояйцеподібні, на довгих черешках, шкірясті, темно-зелені, з білими плямами зверху, а знизу часто фіолетові. Дуже рано зацвітає — в березні, а іноді й у лютому. Квітки одиночні, пониклі, з приємним запахом, віночок рожевий, іноді білий, лопаті його (5) відігнуті назад, біля основи — фіолетова пляма. Чашечка 5-роздільна, дзвоникоподібна. Плід — коробочка.

## Поширення
Рідкісний, зникаючий вид. Ендемік Криму. Єдиний представник середземноморського роду Цикламен, що дико зростає на території України. Раніше цикламен Кузнецова траплявся в декількох пунктах, але тепер зберігся тільки біля с. Руське Білогірського району, в Криму на хребті Кубалач, який належить до другої гряди Кримських гір. Росте в лісах з дуба скельного, граба, ясена, бука на багатих гумусом свіжих ґрунтах, на схилах західної, південно-західної та північно-західної експозицій, а також на столоподібній вершині хребта на висотах близько 400—650 м над рівнем моря. Особливо багато в мертвопокровному буковому лісі на вершині хребта. Яскраво виражені декоративні якості є причиною його знищення як зимовоквітучої рослини.

## Охоронні заходи
Вид внесено до Червоної книги України. Частина лісів, де росте цикламен Кузнецова, оголошена заказником місцевого значення. Заказник «Кубалач» займає площу 526 га.
Вирощують у Нікітському ботанічному саду та Ботанічному саду імені академіка О. В. Фоміна Київського університету.

## Інтродукція
Дослідження українських науковців з Уманського національного університету садівництва встановили, що попри південне походження рослини, вона виявилася достатньо стійкою до умов Правобережного Лісостепу України і її можна рекомендувати до використання в озелененні для зимово-ранньовесняного періоду декоративності насаджень.

## Систематика

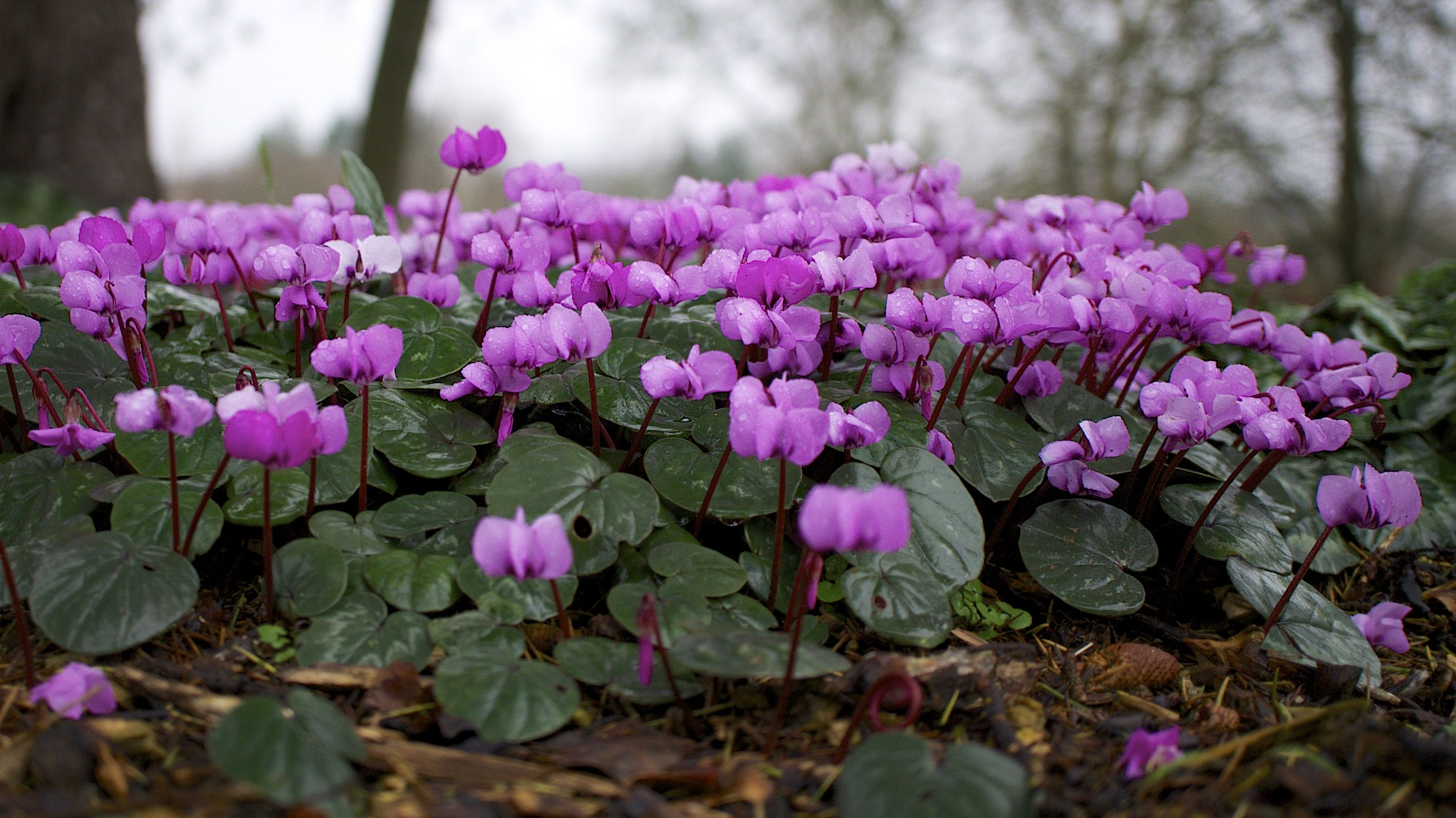
Cyclamen coum

Цикламен в Криму вперше був відзначений П. С. Палласом в 1795 році. Вже у М. Біберштейна таксон отримав назву Цикламен коський (Cyclamen coum). Однак в 1957 році у «Флорі УРСР» кримські рослини були виділені М. І. Котовим і Н. М. Черновою в окремий вид Cyclamen kuznetzovii на тій підставі, що у них квітки пахучі і за розмірами нібито більше кавказьких. Цикламен Кузнецова протягом півстоліття фігурував в літературі як кримський ендемік, і тільки С. К. Черепанов перевів його знову в синоніми Cyclamen coum.
Однак під найменуванням цикламен Кузнєцова (Cyclamen kusnetzovii) рослина внесена в усі природоохоронні документи: Міжнародний і Європейський Червоні списки (віднесений до категорії «Невизначені»), міжнародну конвенцію СІТЕС (1973), міжнародну Бернську конвенцію (1979), Червону книгу України, Червону книгу Криму.